# Casto José Alvarado
Casto José Alvarado (nació  1820, Comayagua, Honduras - falleció en 9 de agosto de 1873, Río Chamelecón), fue militar y político hondureño, Presidente Interino de Honduras en Consejo de Ministros, y hermano del también político Francisco Alvarado.

## Presidencias provisionales
El general Casto José Alvarado, fue presidente de Honduras, mediante consejos de Ministros en tres ocasiones: 1843, 1845 y 1847. Con una vida política muy agitada fue parte de los gobiernos de José María Medina y Celeo Arias.
En 1862 siendo senador en la cámara legislativa, se desplazó junto a su escolta a dar captura a los asesinos del presidente General Brigadier José Santos Guardiola Bustillo.
Después en fecha 24 de septiembre de 1870, vendió por 3000 Pesos, un inmueble de su propiedad ubicado en la ciudad de Comayagua, conocido como la antigua “Caxa Real” la que se encuentra frente a la Plaza San Francisco de dicha ciudad y que fuere en tiempos de la colonia, una “casa de moneda” donde se depositaban los impuestos “Quintos Reales” para la Corona española; hoy sus restos son “Patrimonio Histórico Nacional de Honduras”.
Por entonces en el mes de marzo de 1873 Guatemala, El Salvador y Nicaragua apoyaban a la presidencia de Céleo Arias, enviándole ayudas que garantizaban una contrarrevolución liberal; pero, Arias se había separado de sus líneas concretas y fue derrocado en un golpe de Estado y colocándose en el gobierno el general Ponciano Leiva Madrid, mientras Casto Alvarado fallecía asesinado entre los encontronazos liberales y conservadores, en las proximidades del cauce del  Río Chamelecón en 1873.

## Cargos públicos
- Miembro del Consejo de Ministros de Honduras de 1843
- 1845 Ministro de Hacienda, en la administración del General Francisco Ferrera
- Miembro del Consejo de Ministros de Honduras de 1845
- Miembro del Consejo de Ministros de Honduras de 1847
- 1862 Senador en la Asamblea Legislativa.
- 1870 Gobernador Político de Comayagua.